# Елизавета Баварская (королева Германии)
Елизавета Баварская (нем. Elisabeth von Bayern, лат. Elisabetha Bavariae; 1227, замок Траусниц, Ландсхут, Герцогство Бавария — 9 или 10 октября 1273, Грайфенбург, Графство Тироль) — принцесса из дома Виттельсбахов, дочь Оттона II, герцога Баварии и пфальцграфа Рейна. Первым браком жена короля Конрада IV; в замужестве — королева Германии, Иерусалима, Сицилии, герцогиня Швабии. Вторым браком жена Мейнхарда II; в замужестве — графиня Гориции и Тироля.

## Происхождение
Елизавета Баварская родилась в 1227 году в замке Траусниц в городе Ландсхут. Она была старшей дочерью в семье Оттона II Светлейшего, герцога Баварии и пфальцграфа Рейна, и Агнессы Пфальцской, принцессы из дома Вельфов. По отцовской линии приходилась внучкой Людвигу I, герцогу Баварии и пфальцграфу Рейна, и Людмиле Чешской, принцессе из дома Пржемысловичей. По материнской линии была внучкой Генриха V Старшего, герцога Брауншвейга и пфальцграфа Рейна, и Агнессы Пфальцской, принцессы из дома Гогенштауфенов.

## Первый брак
В «Анналах святого Руперта Зальцбургского» (лат. Annales Sancti Rudberti Salisburgensis) под 1235 годом говорится о помолвке дочери герцога Баварии с наследником императора Фридриха II, однако здесь речь  может идти и о сестре Елизаветы, которая умерла в раннем возрасте. В 1238 — 1239 годах герцог Баварии охладел к идее династического брака с наследником Фридриха II, чему во многом способствовали интриги Альберта Богемского, папского легата в Баварии и противника императора, покровительствовавшего одной из трёх дочерей герцога. Но уже в 1241 году позиции домов Виттельсбахов и Гогенштауфенов снова сблизились. В 1243 году Елизавету обручили с Фридрихом II, герцогом Австрии, но после ссоры жениха с отцом невесты помолвка была разорвана. В это же время император, отказавшись от идеи женить своего наследника на сестре короля Франции, снова предложил герцогу Баварии заключить династический брак между их первенцами. Начались матримониальные переговоры, длившиеся три года. За это время герцог Баварии успел обратиться за советом к курии, а император, на всякий случай, подыскивал других кандидаток в невестки. Наконец, стороны смогли договориться.
1 сентября 1246 года в Фобурге Елизавета Баварская сочеталась браком с Конрадом IV (25.04.1228 — 21.05.1254), королём Германии, королём Иерусалима под именем Конрада I, и герцогом Швабии, который в 1250 году стал также королём Сицилии под именем Конрада I. Елизавета получила в утренний дар от мужа поместье Мёринг с владением Хайбиш-ам-Лех в Вестфалии, но не была коронована в день бракосочетания из-за противодействия со стороны папского легата, кардинала Филиппа Феррарского, который потребовал от декана Ульриха фон Хама отлучить от церкви родителей невесты, если те не аннулируют брак дочери в течение двух недель. От имени римского папы Альберт Богемский предложил Оттону II расторгнуть брак старшей дочери и обещал найти для неё более выгодную партию. Он также предложил сохранить брак Елизаветы и признать за Конрадом титулы короля Сицилии и Иерусалима, если тот отречётся от отца, как от еретика, осуждённого церковью. Оба предложения были проигнорированы. 
О семейной жизни Елизаветы с Конрадом ничего не известно. В государственные дела мужа она не вмешивалась. В октябре 1251 года Конрад отправился в Италию, оставив беременную жену на попечение её родных. Ранее он назначил тестя своим заместителем в личных вопросах и имперских делах, заложив ему за три тысячи четыреста марок замки Флосс и Паркштайн. В начале следующего года в замке Вольфштайн у Елизаветы и Конрада родился единственный ребёнок:
- Конрад (25.03.1252 — 29.10.1268), также известный как Конрадин — король Иерусалима и король Сицилии с 1254 года под именем Конрада II, герцог Швабии, последний легитимный представитель дома Гогенштауфенов, который успел обручиться с Софией Ландсбергской[нем.] (1258/61 — 24.08.1318), дочерью Дитриха II Мудрого, маркграфа Ландсберга, но не оставил после себя потомство[2][6].

### Вдовство
Конрад IV так и не увидел своего первенца. 21 мая 1254 года он умер в Лавелло от лихорадки, оставив Елизавету вдовой и назначив Бертольда, маркграфа Гогенбурга, регентом при малолетнем наследнике. Овдовевшей Елизавете помогали её братья — герцоги Генрих XIII и Людвиг II Строгий; последний взял на себя опеку над племянником. Свою поддержку юному наследнику выразил и римский папа Александр IV, который в письме к его бабке, вдовствующей герцогине Баварии, назвал Конрадина королём Иерусалима, в то время, как мать и дяди мальчика по материнской линии стремились сохранить за ним также титулы короля Сицилии и герцога Швабии. Стороны достигли соглашения, и 20 апреля 1255 года Конрадин был провозглашён как герцогом, так и королём обеих монархий. Манфред, его дядя по отцовской линии, стал имперским наместником в сицилийском королевстве, сменив на этом посту Бертольда, маркграфа Гогенбурга. В 1258 году Елизавета содействовала вступлению сына в Тевтонский орден, подтвердив, вместе с Людвигом II от имени Конрадина взнос в казну ордена. Однако она не участвовала в попытках своего брата сделать её сына королём Германии.
Овдовев, Елизавета начала самостоятельно издавать распоряжения, в которых именовала себя королевой Иерусалима и Сицилии, герцогиней Швабии, то есть титулами сына, а не покойного мужа. В 1256 году она подарила госпиталю в Кауфбойрене церковь. В 1259 году сделала значительное пожертвование монастырю доминиканок в Альтенхоэнау.

## Второй брак
Одной из причин побудивших Елизавету снова выйти замуж, возможно, было желание королевы противостоять усилению влияния Людвига II на Конрадина. Людвиг имел сложный характер. В 1256 году он заставил сестру следить за своей женой Марией Брабантской, подозревая последнюю в измене. Другой причиной называют то, что через брак Елизавета рассчитывала помочь сыну в контроле над имперской дорогой через Альпы из германских в итальянские владения дома Гогенштауфнов. Избранником Елизаветы стал Мейнхард II (1227/1239 — 30.10. / 01.11.1295), граф Тироля и граф Гориции (под именем Мейнхарда IV), который, по одной из версий, был моложе невесты примерно лет на десять. Намерение дочери герцога и вдовы короля выйти замуж за обыкновенного графа стало причиной конфликта с родственниками. Выбор Елизаветы посчитали бесчестьем для семьи как её братья, так и её сын. Тем не менее, брак был заключён 6 октября 1259 года в Мюнхене. В утренний дар муж преподнёс ей ряд замков с ежегодным доходом в восемьсот марок. Братья, напротив, отказались выделить Елизавете приданное до совершеннолетия её сына от первого брака.
Во втором браке Елизаветы с Мейнхардом родились шестеро детей — четыре сына и две дочери:
- Людвиг (ум. 22.09.1305), граф Тироля и герцог Каринтии с 1295 года под именем Людвига I, умер, не оставив потомства;
- Елизавета (до 1262 — 28.10.1313), 20 октября 1274 года в Вене сочеталась браком с Альбрехтом (07.1255 — 01.05.1308), герцогом Австрии и Штирии, королём Германии под именем Альбрехта I с 1298 года;
- Оттон (ум. 28.05.1310), граф Тироля под именем Оттона I и герцог Каринтии под именем Оттона III с 1295 года, в 1300 году сочетался браком с Эуфемией Легницкой (1278 / 1283 — 06.1347), княжной из силезской ветви дома Пястов;
- Альбрехт (ум. 24 / 30.04.1292), 19 мая 1281 года заключил брачное соглашение, вступившее в силу после 1282 года, с Агнессой Гогенбергской (ум. после 15.07.1293), графиней из швабского рода Гогенбергов[нем.], приходившейся племянницей королю Германии;
- Генрих (ум. 02.04.1335), граф Тироля под именем Генриха II и герцог Каринтии под именем Генриха VI с 1295 года, король Чехии с 1306 / 1307 по 1310 год, 13 февраля 1306 года сочетался первым браком с принцессой Анной Чешской (15.10.1290 — 03 / 04.09.1313), дочерью Вацлава II, короля Чехии, 18 сентября 1315 года в Инсбруке сочетался вторым браком с Адельгейдой Брауншвейг-Грубенгагенской[нем.] (1285 — 18.08.1320), дочерью Генриха I Чудесного, герцога Брауншвейг-Люнебурга и князя Грубенгагена, 8 июня 1328 года сочетался третьим браком с Беатрисой Савойской[итал.] (1310 — 19 / 20.12.1331), дочерью Амадея V Великого, графа Савойи;
- Агнесса[нем.] (ум. 14.05.1293), 1 июня 1285 года сочеталась браком с Фридрихом I Укушенным (1257 — 16.11.1323), пфальцграфом Саксонии, макрграфом Мейссена и ландграфом Тюрингии.

Мейнхард всегда признавал за женой высокий общественный статус, но при этом её имя в документах было упомянуто им только однажды — в акте от 15 июня 1260 года, подтверждавшем дарение графа монастырю августинок в Штайнахе. В актах, касавшихся дел в своих владениях, Елизавета подписывалась под именем королевы и графини Гориции и Тироля.

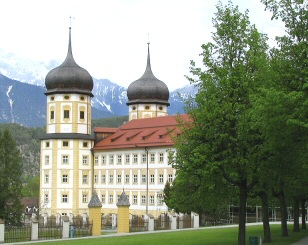
Штамсское аббатство, основано Елизаветой и Мейнхардом в XIII веке

После повторного замужества она редко виделась с сыном от первого брака. В апреле 1263 года он встретился с ней в Вильтене, чтобы сообщить о том, что в благодарность за отеческое к нему отношение, в случае если умрёт бездетным, назначил Людвига II своим главным наследником. В 1266 году на гофтаге в Аугсбурге Конрадин назначил своим наследником ещё и Генриха XIII, другого брата Елизаветы. В обеих актах о наследниках он ни разу не упомянул мать. В ноябре 1266 года Елизавета вернула сыну замки Флосс, Паркштайн и Адельбург, а также владения, которые она получила в утренний дар от его отца. Взамен он передал ей владение Имст, долину Пассейер, бейливик над аббатством Вайнгартен и земли между горным перевалом Ферн, Шарницким лесом и замком Куфштайн, кроме замка Санкт-Петерсберг. Всё полученное от сына, Елизавета передала второму мужу и одолжила готовившемуся в поход Конрадину две тысячи марок серебром. Когда 29 октября 1268 года он был обезглавлен в Неаполе, она выделила средства на возведение церкви на месте убийства сына, которая была построена в 1270 году с молчаливого согласия его убийцы — Карла Анжуйского. В том же году в храме перезахоронили останки Конрадина.
В последние годы жизни Елизавета много покровительствовала служителям церкви. В 1267 году вместе с Мейнхардом она посетила аббатство Вайнгартен, а в августе того же года освободила от уплаты пошлины в своих землях доминиканок из монастыря в Мариентале. В июне 1268 года приняла у себя епископа Трента, которому предоставила охранную грамоту в своих владениях и с которым у неё, в отличие от супруга, сложились хорошие отношения. В 1271 году Елизавета и Мейнхард построили церковь Святого Духа с госпиталем для бедных и приходское кладбище. В 1272 году в память о Конрадине, они основали Штамсское аббатство, которое поручили заботам монахов-цистерцианцев. 12 марта 1273 года в монастырь прибыли первые тринадцать монахов. В том же году у Елизаветы обострились проблемы со здоровьем. Отправляясь на выборы нового германского короля, Мейнхард сильно беспокоился о самочувствии супруги.
Елизавета Баварская скончалась 9 или 10 октября 1273 года и была похоронена в деревянной церкви Святого Иоанна в Штамсском аббатстве. В 1284 году её останки перенесли в семейную усыпальницу Мейнхардинов в новом каменном храме монастыря. Мейнхард пережил жену почти на двадцать лет и после смерти в 1295 году был похоронен рядом с ней, как и младший их сын Генрих.

## Комментарии
1. ↑  Утренний дар — в германском средневековом праве имущество с особым правовым режимом, свадебный подарок мужа жене в первый день брачной жизни[4]. Вместе с виттумом[нем.] составлял долю вдовы при наследовании имущества[5].